# MiniQuest
La MiniQuest es una estrategia didáctica junto a la WebQuest y Cazatesoro en la que los alumnos construyen el conocimiento que luego van a aprender, o sea procesar la información, analizarla y construir un conocimiento producto objetivo y real.  
Es una versión simplificada de la WebQuest que creada por el profesor Bernie Dodge; diseñada para ser  cumplida en una o dos sesiones y es una opción efectiva para que los alumnos se inicien en modelo de trabajo con apoyo exclusivo de Internet.
Valiosa para trabajar en forma colaborativa tanto para crearla los docentes y para cumplirla los educandos. Aunque puede ser trabajada individualmente.
Puede ser tomado como evaluación de una secuencia didáctica o unidad didáctica
Se puede comenzar a utilizar desde el Nivel Inicial.

## Estructura

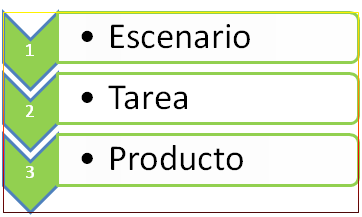
Estructura de la MiniQuest

1. Escenario: es la presentación de un problema a resolver, de una situación o de una hipótesis para investigar  y allí se establece la pregunta esencial para contestar, escribir, graficar, etc., en un contexto real que sea motivadora para los alumnos. Sitúa al alumno en el papel de adulto, retándolo a que sea periodista, guía turístico, galerista de arte, ilustrador de libros, etc.[3]
2. Tarea: donde los estudiantes encuentran los link (llamados así a enlaces o vínculos web) y las actividades  direccionadas para la conquista de la propuesta en forma constructivista.[4]
3. Producto: muestra el trabajo final; confirmando si se lograron los objetivos propuestos por el docente (o el grupo). Debe reflejar lo que se propuso y el modo de ser presentado indicado en el escenario. Si tuvo que asumir el rol de periodista escribir una columna o artículo por ejemplo en un blog, si fue guía turístico enviar un informe con mapas, imágenes, direcciones de lugares históricos y culturales en una presentación de diapositivas, galerista de arte un video de una exposición de arte, un ilustrador de libros debe dibujar, diagramar en aplicaciones gráficas de laptop o en sitios de la Web, etc.[5]

## Tipos de MiniQuest

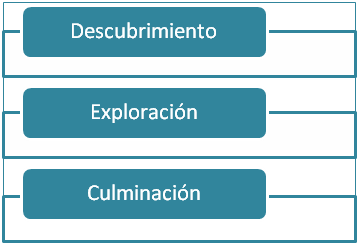
Los diferentes tipos de MiniQuest

Se distinguen varios tipos de MiniQuest:
- MiniQuest de Descubrimiento: Al comienzo de una unidad didáctica (por ejemplo, la unidad Fotosíntesis), se prepara a los alumnos para ser un bioquímico que mostrará en una presentación de diapositivas y explicará este proceso. El mecanismo cognitivo es motivar a los alumnos al proporcionar ideas claves: energía, la conversión de materia inorgánica en materia orgánica.
- MiniQuest de Exploración. Durante el desarrollo de la unidad didáctica: historia del estudio de la Fotosíntesis.
- MiniQuest de Conclusión: Con todos los conocimientos desarrollados en la unidad: beneficios, fases de Fotosíntesis, Fotosíntesis artificial.